# España en los Juegos Olímpicos
España debutó en los Juegos Olímpicos (JJ. OO.) en París 1900, tras no participar en la primera edición celebrada en Atenas 1896. La siguiente participación española no se produjo hasta la séptima edición (Amberes 1920), y tras la ausencia en la undécima edición (Berlín 1936), la delegación española ha participado en todas las demás ediciones de verano. En España se han celebrado unos Juegos Olímpicos solamente en una ocasión: los XXV Juegos Olímpicos de Verano en Barcelona el año 1992; si bien Madrid se ha postulado como ciudad candidata en cuatro ocasiones. Al término de la edición de los Juegos Olímpicos de París 2024, el medallero de España está formado por un total de 192 medallas: 54 medallas de oro, 77 medallas de plata y 61 medallas de bronce.
La primera participación española en unos Juegos Olímpicos de Invierno se produjo en la cuarta edición, Garmisch-Partenkirchen 1936, y desde entonces ha participado en todas las ediciones celebradas. En todas las participaciones de invierno se han obtenido cinco medallas, una de oro, una de plata y tres de bronce, conseguidas en 33 deportes diferentes, y actualmente se encuentra en la posición 25 del medallero internacional. El piragüismo es el deporte que más medallas ha dado a España, mientras que la vela es el deporte que más oros le ha reportado. Cinco de esas 192 medallas se obtuvieron en los Juegos Olímpicos de Invierno. 
España en los Juegos Olímpicos está representada por el Comité Olímpico Español, siendo este el responsable del equipo olímpico, así como las federaciones deportivas nacionales de cada deporte con participación.

## Estadísticas

### Participaciones

#### Juegos Olímpicos de Verano
| Edición | Juegos Olímpicos           | Deportistas                                        | Deportes                                           | Abanderado en la ceremonia de apertura               |
| ------- | -------------------------- | -------------------------------------------------- | -------------------------------------------------- | ---------------------------------------------------- |
| I       | Atenas 1896                | Sin participación                                  | Sin participación                                  | Sin participación                                    |
| II      | París 1900                 | 8                                                  | 3                                                  | —                                                    |
| III     | San Luis 1904              | Sin participación                                  | Sin participación                                  | Sin participación                                    |
| IV      | Londres 1908               | Sin participación                                  | Sin participación                                  | Sin participación                                    |
| V       | Estocolmo 1912             | Sin participación                                  | Sin participación                                  | Sin participación                                    |
| VI      | Berlín 1916                | No realizados a causa de la Primera Guerra Mundial | No realizados a causa de la Primera Guerra Mundial | No realizados a causa de la Primera Guerra Mundial   |
| VII     | Amberes 1920               | 59                                                 | 6                                                  | José García Lorenzana (atletismo)                    |
| VIII    | París 1924                 | 111                                                | 12                                                 | Félix Mendizábal (atletismo)                         |
| IX      | Ámsterdam 1928             | 85                                                 | 9                                                  | Diego Ordóñez (atletismo)                            |
| X       | Los Ángeles 1932           | 6                                                  | 2                                                  | Julio Castro del Rosario (tiro)                      |
| XI      | Berlín 1936                | Sin participación a causa de la Guerra Civil       | Sin participación a causa de la Guerra Civil       | Sin participación a causa de la Guerra Civil         |
| XII     | Helsinki 1940              | No realizados a causa de la Segunda Guerra Mundial | No realizados a causa de la Segunda Guerra Mundial | No realizados a causa de la Segunda Guerra Mundial   |
| XIII    | Londres 1944               | No realizados a causa de la Segunda Guerra Mundial | No realizados a causa de la Segunda Guerra Mundial | No realizados a causa de la Segunda Guerra Mundial   |
| XIV     | Londres 1948               | 64                                                 | 9                                                  | Fabián Vicente del Valle (boxeo)                     |
| XV      | Helsinki 1952              | 29                                                 | 6                                                  | Luis Omedes Calonge (remo)                           |
| XVI     | / Melbourne/Estocolmo 1956 | 6                                                  | 1                                                  | —                                                    |
| XVII    | Roma 1960                  | 144                                                | 16                                                 | Jaime Belenguer Hervás (gimnasia)                    |
| XVIII   | Tokio 1964                 | 53                                                 | 9                                                  | Eduardo Dualde (hockey sobre hierba)                 |
| XIX     | México 1968                | 124                                                | 11                                                 | Gonzalo Fernández de Córdoba (vela)                  |
| XX      | Múnich 1972                | 123                                                | 15                                                 | Francisco Fernández Ochoa (esquí alpino)             |
| XXI     | Montreal 1976              | 114                                                | 13                                                 | Enrique Rodríguez Cal (boxeo)                        |
| XXII    | Moscú 1980                 | 156                                                | 16                                                 | Herminio Menéndez Rodríguez (piragüismo)             |
| XXIII   | Los Ángeles 1984           | 180                                                | 19                                                 | Alejandro Abascal García (vela)                      |
| XXIV    | Seúl 1988                  | 231                                                | 20                                                 | Cristina de Borbón y Grecia (vela)                   |
| XXV     | Barcelona 1992             | 430                                                | 25                                                 | Felipe de Borbón y Grecia (vela)                     |
| XXVI    | Atlanta 1996               | 292                                                | 19                                                 | Luis Doreste Blanco (vela)                           |
| XXVII   | Sídney 2000                | 323                                                | 22                                                 | Manel Estiarte (waterpolo)                           |
| XVIII   | Atenas 2004                | 317                                                | 23                                                 | Isabel Fernández (judo)                              |
| XXIX    | Pekín 2008                 | 286                                                | 25                                                 | David Cal (piragüismo)                               |
| XXX     | Londres 2012               | 278                                                | 23                                                 | Pau Gasol (baloncesto)                               |
| XXXI    | Río de Janeiro 2016        | 306                                                | 25                                                 | Rafael Nadal (tenis)                                 |
| XXXII   | Tokio 2020                 | 321                                                | 29                                                 | Saúl Craviotto/Mireia Belmonte (piragüismo/natación) |
| XXXIII  | París 2024                 | 383                                                | 31                                                 | Támara Echegoyen/Marcus Walz (vela/piragüismo)       |

#### Juegos Olímpicos de Invierno
| Edición | Juegos Olímpicos             | Deportistas       | Deportes          | Abanderado en la ceremonia de apertura                 |
| ------- | ---------------------------- | ----------------- | ----------------- | ------------------------------------------------------ |
| I       | Chamonix 1924                | Sin participación | Sin participación | Sin participación                                      |
| II      | Sankt-Moritz 1928            | Sin participación | Sin participación | Sin participación                                      |
| III     | Lake Placid 1932             | Sin participación | Sin participación | Sin participación                                      |
| IV      | Garmisch-Partenkirchen 1936  | 6                 | 2                 | Jesús Suárez-Valgrande Díaz (esquí de fondo)           |
| V       | Sankt-Moritz 1948            | 6                 | 1                 | José Arias Carralón (esquí alpino)                     |
| VI      | Oslo 1952                    | 4                 | 1                 | José Picurio (delegado federativo)                     |
| VII     | Cortina d'Ampezzo 1956       | 10                | 3                 | Luis Arias Carralón (esquí alpino)                     |
| VIII    | Squaw Valley 1960            | 4                 | 1                 | Ángel Luis Sánchez de Miguel (esquí alpino)            |
| IX      | Innsbruck 1964               | 6                 | 1                 | Jorge Rodríguez Jirona (esquí alpino)                  |
| X       | Grenoble 1968                | 18                | 3                 | Aurelio García Oliver (esquí alpino)                   |
| XI      | Sapporo 1972                 | 3                 | 1                 | Francisco Fernández Ochoa (esquí alpino)               |
| XII     | Innsbruck 1976               | 4                 | 1                 | Francisco Fernández Ochoa (esquí alpino)               |
| XIII    | Lake Placid 1980             | 9                 | 3                 | Francisco Fernández Ochoa (esquí alpino)               |
| XIV     | Sarajevo 1984                | 13                | 4                 | Blanca Fernández Ochoa (esquí alpino)                  |
| XV      | Calgary 1988                 | 12                | 5                 | Ainhoa Ibarra Astelarra (esquí alpino)                 |
| XVI     | Albertville 1992             | 18                | 4                 | Blanca Fernández Ochoa (esquí alpino)                  |
| XVII    | Lillehammer 1994             | 13                | 4                 | Ainhoa Ibarra Astelarra (esquí alpino)                 |
| XVIII   | Nagano 1998                  | 12                | 4                 | Juan Jesús Gutiérrez Cuevas (esquí de fondo)           |
| XIX     | Salt Lake City 2002          | 7                 | 3                 | Iker Fernández Roncal (snowboard)                      |
| XX      | Turín 2006                   | 16                | 5                 | María José Rienda (esquí alpino)                       |
| XXI     | Vancouver 2010               | 18                | 7                 | Queralt Castellet (snowboard)                          |
| XXII    | Sochi 2014                   | 20                | 7                 | Javier Fernández (patinaje artístico)                  |
| XXIII   | Pyeongchang 2018             | 13                | 5                 | Lucas Eguibar (snowboard)                              |
| XXIV    | Pekín 2022                   | 14                | 6                 | Ander Mirambell/Queralt Castellet (skeleton/snowboard) |
| XXV     | Milán-Cortina d'Ampezzo 2026 | TBD               | TBD               | TBD                                                    |

### Medalleros

#### Por edición
Datos extraídos de las estadísticas oficiales del COI.
| Juegos Olímpicos           | Oro | Plata | Bronce | Total | Puesto        |
| -------------------------- | --- | ----- | ------ | ----- | ------------- |
| París 1900                 | 1   | 0     | 0      | 1     | 14.º (de 21)  |
| Amberes 1920               | 0   | 2     | 0      | 2     | 17.º (de 22)  |
| París 1924                 | 0   | 0     | 0      | 0     | —             |
| Ámsterdam 1928             | 1   | 0     | 0      | 1     | 24.º (de 33)  |
| Los Ángeles 1932           | 0   | 0     | 1      | 1     | 26.º (de 27)  |
| Londres 1948               | 0   | 1     | 0      | 1     | 28.º (de 37)  |
| Helsinki 1952              | 0   | 1     | 0      | 1     | 34.º (de 43)  |
| / Melbourne/Estocolmo 1956 | 0   | 0     | 0      | 0     | —             |
| Roma 1960                  | 0   | 0     | 1      | 1     | 41.º (de 44)  |
| Tokio 1964                 | 0   | 0     | 0      | 0     | —             |
| México 1968                | 0   | 0     | 0      | 0     | —             |
| Múnich 1972                | 0   | 0     | 1      | 1     | 43.º (de 48)  |
| Montreal 1976              | 0   | 2     | 0      | 2     | 30.º (de 41)  |
| Moscú 1980                 | 1   | 3     | 2      | 6     | 20.º (de 37)  |
| Los Ángeles 1984           | 1   | 2     | 2      | 5     | 20.º (de 47)  |
| Seúl 1988                  | 1   | 1     | 2      | 4     | 25.º (de 52)  |
| Barcelona 1992             | 13  | 7     | 2      | 22    | 6.º (de 64)   |
| Atlanta 1996               | 5   | 6     | 6      | 17    | 13.º (de 79)  |
| Sídney 2000                | 3   | 3     | 5      | 11    | 25.º (de 80)  |
| Atenas 2004                | 3   | 11    | 6      | 20    | 20.º (de 74)  |
| Pekín 2008                 | 5   | 11    | 3      | 19    | 14.º (de 86)  |
| Londres 2012               | 4   | 10    | 6      | 20    | 17.º (de 85)  |
| Río de Janeiro 2016        | 7   | 4     | 6      | 17    | 14.º (de 87)  |
| Tokio 2020                 | 3   | 8     | 6      | 17    | 22.º (de 93)  |
| París 2024                 | 5   | 4     | 9      | 18    | 15.º (de 84)  |
| TOTAL                      | 53  | 76    | 58     | 187   | 23.º (de 137) |

| Juegos Olímpicos            | Oro | Plata | Bronce | Total | Puesto       |
| --------------------------- | --- | ----- | ------ | ----- | ------------ |
| Garmisch-Partenkirchen 1936 | 0   | 0     | 0      | 0     | —            |
| Sankt-Moritz 1948           | 0   | 0     | 0      | 0     | —            |
| Oslo 1952                   | 0   | 0     | 0      | 0     | —            |
| Cortina d'Ampezzo 1956      | 0   | 0     | 0      | 0     | —            |
| Squaw Valley 1960           | 0   | 0     | 0      | 0     | —            |
| Innsbruck 1964              | 0   | 0     | 0      | 0     | —            |
| Grenoble 1968               | 0   | 0     | 0      | 0     | —            |
| Sapporo 1972                | 1   | 0     | 0      | 1     | 13.º (de 17) |
| Innsbruck 1976              | 0   | 0     | 0      | 0     | —            |
| Lake Placid 1980            | 0   | 0     | 0      | 0     | —            |
| Sarajevo 1984               | 0   | 0     | 0      | 0     | —            |
| Calgary 1988                | 0   | 0     | 0      | 0     | —            |
| Albertville 1992            | 0   | 0     | 1      | 1     | 19.º (de 20) |
| Lillehammer 1994            | 0   | 0     | 0      | 0     | —            |
| Nagano 1998                 | 0   | 0     | 0      | 0     | —            |
| Salt Lake City 2002         | 0   | 0     | 0      | 0     | —            |
| Turín 2006                  | 0   | 0     | 0      | 0     | —            |
| Vancouver 2010              | 0   | 0     | 0      | 0     | —            |
| Sochi 2014                  | 0   | 0     | 0      | 0     | —            |
| Pyeongchang 2018            | 0   | 0     | 2      | 2     | 26.º (de 30) |
| Pekín 2022                  | 0   | 1     | 0      | 1     | 25.º (de 29) |
| TOTAL                       | 1   | 1     | 3      | 5     | 30.º (de 39) |

| Juegos Olímpicos | Oro | Plata | Bronce | Total | Puesto        |
| ---------------- | --- | ----- | ------ | ----- | ------------- |
| Verano           | 53  | 76    | 58     | 187   | 23.º (de 137) |
| Invierno         | 1   | 1     | 3      | 5     | 30.º (de 39)  |
| TOTAL            | 54  | 77    | 61     | 192   | 24.º (de 138) |

### Por deporte
| Evento                         | Oro | Plata | Bronce | Total |
| ------------------------------ | --- | ----- | ------ | ----- |
| Atletismo                      | 5   | 6     | 9      | 20    |
| Bádminton                      | 1   | 0     | 0      | 1     |
| Baloncesto                     | 0   | 5     | 1      | 6     |
| Baloncesto                     | 0   | 4     | 1      | 5     |
| Baloncesto 3x3                 | 0   | 1     | 0      | 1     |
| Balonmano                      | 0   | 0     | 6      | 6     |
| Boxeo                          | 0   | 3     | 3      | 6     |
| Ciclismo                       | 5   | 5     | 6      | 16    |
| Ciclismo en ruta               | 2   | 1     | 0      | 3     |
| Ciclismo en pista              | 3   | 3     | 3      | 9     |
| Ciclismo de montaña            | 0   | 1     | 3      | 4     |
| Escalada                       | 1   | 0     | 0      | 1     |
| Esgrima                        | 0   | 0     | 1      | 1     |
| Fútbol                         | 2   | 3     | 0      | 5     |
| Gimnasia                       | 3   | 4     | 1      | 8     |
| Gimnasia artística             | 2   | 2     | 1      | 5     |
| Gimnasia rítmica               | 1   | 2     | 0      | 3     |
| Halterofilia                   | 1   | 1     | 1      | 3     |
| Hípica                         | 1   | 2     | 1      | 4     |
| Hockey sobre hierba            | 1   | 3     | 1      | 5     |
| Judo                           | 3   | 1     | 3      | 7     |
| Karate                         | 1   | 1     | 0      | 2     |
| Lucha                          | 0   | 0     | 1      | 1     |
| Natación                       | 2   | 2     | 4      | 8     |
| Natación sincronizada          | 0   | 3     | 2      | 5     |
| Pelota vasca                   | 1   | 0     | 0      | 1     |
| Piragüismo                     | 5   | 10    | 8      | 23    |
| Piragüismo en aguas tranquilas | 4   | 9     | 6      | 19    |
| Piragüismo en eslalon          | 1   | 1     | 2      | 4     |
| Polo                           | 0   | 1     | 0      | 1     |
| Remo                           | 0   | 1     | 0      | 1     |
| Rugby 7                        | 0   | 0     | 0      | 0     |
| Salto                          | 0   | 0     | 0      | 0     |
| Taekwondo                      | 1   | 5     | 1      | 7     |
| Tenis                          | 2   | 8     | 5      | 15    |
| Tenis de mesa                  | 0   | 0     | 0      | 0     |
| Tiro                           | 1   | 2     | 1      | 4     |
| Tiro con arco                  | 1   | 0     | 0      | 1     |
| Triatlón                       | 0   | 1     | 0      | 1     |
| Vela                           | 14  | 5     | 3      | 22    |
| Vóley playa                    | 0   | 1     | 0      | 1     |
| Waterpolo                      | 2   | 3     | 0      | 5     |
| TOTAL                          | 53  | 76    | 58     | 187   |

| Evento             | Oro | Plata | Bronce | Total |
| ------------------ | --- | ----- | ------ | ----- |
| Esquí alpino       | 1   | 0     | 1      | 2     |
| Patinaje artístico | 0   | 0     | 1      | 1     |
| Snowboard          | 0   | 1     | 1      | 2     |
| TOTAL              | 1   | 1     | 3      | 5     |

### Deportistas con más medallas
| Núm. | Deportista              | Deporte               | Oro | Plata | Bronce | Total (Núm. de juegos) |
| ---- | ----------------------- | --------------------- | --- | ----- | ------ | ---------------------- |
| 1    | Saúl Craviotto          | Piragüismo            | 2   | 2     | 2      | 6 (en 5)               |
| 2    | David Cal               | Piragüismo            | 1   | 4     | 0      | 5 (en 3)               |
| 3    | Joan Llaneras           | Ciclismo en pista     | 2   | 2     | 0      | 4 (en 4)               |
| 4    | Mireia Belmonte         | Natación              | 1   | 2     | 1      | 4 (en 4)               |
| 5    | Andrea Fuentes          | Natación sincronizada | 0   | 3     | 1      | 4 (en 3)               |
| 6    | Arantxa Sánchez Vicario | Tenis                 | 0   | 2     | 2      | 4 (en 5)               |
| 7    | Gervasio Deferr         | Gimnasia artística    | 2   | 1     | 0      | 3 (en 3)               |
| 8    | Maialen Chourraut       | Piragüismo            | 1   | 1     | 1      | 3 (en 5)               |
| 8    | Lydia Valentín          | Halterofilia          | 1   | 1     | 1      | 3 (en 4)               |
| 8    | Marcus Cooper           | Piragüismo            | 1   | 1     | 1      | 3 (en 3)               |
| 11   | José Manuel Calderón    | Baloncesto            | 0   | 2     | 1      | 3 (en 4)               |
| 11   | Conchita Martínez       | Tenis                 | 0   | 2     | 1      | 3 (en 4)               |
| 11   | Herminio Menéndez       | Piragüismo            | 0   | 2     | 1      | 3 (en 4)               |
| 11   | Felipe Reyes            | Baloncesto            | 0   | 2     | 1      | 3 (en 4)               |
| 11   | Rudy Fernández          | Baloncesto            | 0   | 2     | 1      | 3 (en 6)               |
| 11   | Pau Gasol               | Baloncesto            | 0   | 2     | 1      | 3 (en 5)               |
| 11   | Juan Carlos Navarro     | Baloncesto            | 0   | 2     | 1      | 3 (en 5)               |
| 18   | Demetrio Lozano         | Balonmano             | 0   | 0     | 3      | 3 (en 4)               |

Deportistas con más de una medalla de oro
| Núm. | Deportista      | Deporte            | Oro | Plata | Bronce | Total (Núm. de juegos) |
| ---- | --------------- | ------------------ | --- | ----- | ------ | ---------------------- |
| 1    | Saúl Craviotto  | Piragüismo         | 2   | 2     | 2      | 6 (en 5)               |
| 2    | Joan Llaneras   | Ciclismo en pista  | 2   | 2     | 0      | 4 (en 4)               |
| 3    | Gervasio Deferr | Gimnasia artística | 2   | 1     | 0      | 3 (en 3)               |
| 4    | Theresa Zabell  | Vela               | 2   | 0     | 0      | 2 (en 2)               |
| 4    | Rafael Nadal    | Tenis              | 2   | 0     | 0      | 2 (en 4)               |
| 4    | Luis Doreste    | Vela               | 2   | 0     | 0      | 2 (en 4)               |

Deportistas con más de una medalla en los mismos JJ. OO.
| Núm. | Deportista                  | JJ. OO.        | Deporte               | Pruebas                                         |
| ---- | --------------------------- | -------------- | --------------------- | ----------------------------------------------- |
| 1    | Herminio Menéndez           | Moscú 1980     | Piragüismo            | K2 500 m; K2 1000 m                             |
| 2    | Arantxa Sánchez Vicario     | Barcelona 1992 | Tenis                 | Individuales; Dobles                            |
| 3    | Arantxa Sánchez Vicario (2) | Atlanta 1996   | Tenis                 | Individuales; Dobles                            |
| 4    | Sergi Escobar               | Atenas 2004    | Ciclismo en pista     | Persecución individual; Persecución por equipos |
| 5    | David Cal                   | Atenas 2004    | Piragüismo            | C1 1000 m; C1 500 m                             |
| 6    | David Cal (2)               | Pekín 2008     | Piragüismo            | C1 1000 m; C1 500 m                             |
| 7    | Joan Llaneras               | Pekín 2008     | Ciclismo en pista     | Puntuación; Madison                             |
| 8    | Andrea Fuentes              | Pekín 2008     | Natación sincronizada | Dúo; Equipo                                     |
| 9    | Andrea Fuentes (2)          | Londres 2012   | Natación sincronizada | Dúo; Equipo                                     |
| 10   | Mireia Belmonte             | Londres 2012   | Natación              | 800 m libre; 200 m mariposa                     |
| 11   | Mireia Belmonte (2)         | Río 2016       | Natación              | 200 m mariposa; 400 m estilos                   |
| 12   | Saúl Craviotto              | Río 2016       | Piragüismo            | K2 200 m; K1 200 m                              |
| 13   | Álvaro Martín Uriol         | París 2024     | Atletismo             | Marcha relevo mixto; 20 km marcha               |
| 14   | María Pérez García          | París 2024     | Atletismo             | Marcha relevo mixto; 20 km marcha               |

## Historia
Los resultados obtenidos por el equipo olímpico español en los Juegos Olímpicos no han sido, durante muchos años, especialmente brillantes. Un desarrollo deportivo deficiente fue una de las principales causas por la que las delegaciones españolas en sus primeras participaciones obtuvieron unos resultados que, por población, podrían presuponerse superiores. Otro factor que también ha tenido su influencia es la popularidad del fútbol en el país, que ha restado atención y recursos a otra serie de deportes que también se hallan presentes en el programa olímpico.
Esta situación varió con la concesión a la ciudad de Barcelona de la organización de los XXV Juegos Olímpicos. El interés por obtener unos buenos resultados propició el aumento de recursos, tanto financieros como humanos, destinados a las distintas federaciones y deportistas, con objeto de mejorar la preparación de estos en su camino a la disputa de los Juegos. Estas ayudas se manifestaron principalmente a través de las siguientes vías:
1. En primer lugar, el Plan ADO, consistente en un conjunto de ayudas económicas destinadas a los deportistas olímpicos españoles, de cuantía determinada en función de sus resultados previos en competiciones de alto nivel, con objeto de facilitar el pago de los gastos derivados de su preparación.
2. Incentivos a los técnicos responsables de la preparación de los deportistas: principalmente los entrenadores personales, que reciben una beca similar a la del deportista en un determinado porcentaje, así como todas las personas que tienen una responsabilidad directa en la preparación de los deportistas.
3. Mejoras en los métodos de preparación: se intensificó el uso de psicólogos en la preparación de los atletas, se empezó a realizar un control y planificación de la alimentación tomada por los atletas, así como la realización de controles médicos periódicos y planificados.

Todo ello contribuyó a que España consiguiera, en dichos Juegos los mejores resultados de su historia.
Los cambios llevados a cabo para la cita olímpica de Barcelona se han mantenido y consolidado a partir de entonces (en lo que respecta a los Juegos Olímpicos de Verano), lo que ha propiciado que los distintos equipos olímpicos españoles hayan conseguido desde esa fecha resultados que, si bien no han igualado los resultados de la cita de 1992, se han situado en niveles cercanos a los de esta.

### Juegos Olímpicos de Verano
El resumen de la participación española en los Juegos Olímpicos de verano es el siguiente:

#### París 1900
En el debut de España en unos Juegos Olímpicos participaron 8 deportistas (todos hombres) repartidos en 3 deportes obteniéndose la primera medalla olímpica de la historia por parte de deportistas españoles: la medalla de oro lograda en pelota vasca en cesta punta por parejas, ganada por José de Amézola y Francisco Villota, lo que la situó en el puesto 14 de los 26 países participantes.
El Comité Olímpico Español considera que España obtuvo otra medalla en dichos Juegos Olímpicos: una medalla de plata ganada por Pedro Pidal y Bernaldo de Quirós en tiro al pichón, "según datos aportados por la Academia Olímpica Española". Esta medalla no está reconocida por el Comité Olímpico Internacional, lo que origina una diferencia de una medalla en el total obtenido por España en todos los Juegos Olímpicos. Sobre esta controvertida medalla, Javier Rodríguez Muñoz sostiene que el biógrafo de Pedro Pidal, Joaquín Fernández, "ha demostrado que contra lo que se llegó a dar por seguro, sin mayor fundamento, no obtuvo ninguna medalla en la Olimpiada de París (1900)".
| Juegos Olímpicos de París 1900 | Juegos Olímpicos de París 1900 | Juegos Olímpicos de París 1900 | Juegos Olímpicos de París 1900 | Juegos Olímpicos de París 1900 |
| ------------------------------ | ------------------------------ | ------------------------------ | ------------------------------ | ------------------------------ |
|                                |                                |                                |                                | Total                          |
| Total                          | 1                              | 0                              | 0                              | 1                              |

El detalle de las medallas obtenidas por la delegación española en esta edición de los Juegos Olímpicos es:
| Deportista                         | Deporte      | Competición         | Fecha |
| Oro                                | Oro          | Oro                 | Oro   |
| ---------------------------------- | ------------ | ------------------- | ----- |
| José de Amézola, Francisco Villota | Pelota vasca | Cesta punta parejas | 14.06 |

#### Amberes 1920
Tras no participar en los Juegos Olímpicos de 1904, 1908 y 1912, España retorna a unos Juegos en esta sexta edición con 59 deportistas (todos hombres) repartidos en 6 deportes obteniendo 2 medallas de plata lo que la situó en el puesto 17 de los 29 países participantes. Además logró 2 diplomas olímpicos. El abanderado en la ceremonia de inauguración fue el atleta y boxeador José García Lorenzana.
| Juegos Olímpicos de Amberes 1920 | Juegos Olímpicos de Amberes 1920 | Juegos Olímpicos de Amberes 1920 | Juegos Olímpicos de Amberes 1920 | Juegos Olímpicos de Amberes 1920 |
| -------------------------------- | -------------------------------- | -------------------------------- | -------------------------------- | -------------------------------- |
|                                  |                                  |                                  |                                  | Total                            |
| Total                            | 0                                | 2                                | 0                                | 2                                |

El detalle de las medallas obtenidas por la delegación española en esta edición de los Juegos Olímpicos es:
| Deportista | Deporte | Competición      | Fecha |
| Plata | Plata   | Plata            | Plata |
| --- | ------- | ---------------- | ----- |
| Patricio Arabolaza, Mariano Arrate, Juan Artola, José María Belauste, Sabino Bilbao, Ramón Eguiazábal, Agustín Eizaguirre, Moncho Gil, Domingo Gómez-Acedo, Silverio Izaguirre, Pichichi, Luis Otero, Francisco Pagaza, José Samitier, Agustín Sancho, Félix Sesúmaga, Pedro Vallana, Joaquín Vázquez, Ricardo Zamora | Fútbol  | Torneo masculino | 05.09 |
| Leopoldo Sainz de la Maza, Álvaro de Figueroa y Alonso-Martínez, José de Figueroa, Hernando Fitz-James, Jacobo Fitz-James | Polo    | Torneo masculino | 02.08 |

#### París 1924
A esta edición de los Juegos España envió a 111 deportistas (109 hombres y 2 mujeres) repartidos en 12 deportes, lo que supuso la primera participación femenina en unos Juegos. Las dos deportistas participaron en la competición de tenis. No se logró ninguna medalla aunque la delegación española logró un total de 7 diplomas olímpicos. El abanderado en la ceremonia de inauguración fue el atleta Félix Mendizábal.
| Juegos Olímpicos de París 1924 | Juegos Olímpicos de París 1924 | Juegos Olímpicos de París 1924 | Juegos Olímpicos de París 1924 | Juegos Olímpicos de París 1924 |
| ------------------------------ | ------------------------------ | ------------------------------ | ------------------------------ | ------------------------------ |
|                                |                                |                                |                                | Total                          |
| Total                          | 0                              | 0                              | 0                              | 0                              |

#### Ámsterdam 1928
A esta edición de los Juegos España envió a 85 deportistas (todos hombres) repartidos en 9 deportes obteniendo 1 medalla de oro lo que la situó en el puesto 33 de los 46 países participantes. Además logró 3 diplomas olímpicos. El abanderado en la ceremonia de inauguración fue el atleta Diego Ordóñez.
| Juegos Olímpicos de Ámsterdam 1928 | Juegos Olímpicos de Ámsterdam 1928 | Juegos Olímpicos de Ámsterdam 1928 | Juegos Olímpicos de Ámsterdam 1928 | Juegos Olímpicos de Ámsterdam 1928 |
| ---------------------------------- | ---------------------------------- | ---------------------------------- | ---------------------------------- | ---------------------------------- |
|                                    |                                    |                                    |                                    | Total                              |
| Total                              | 1                                  | 0                                  | 0                                  | 1                                  |

El detalle de las medallas obtenidas por la delegación española en esta edición de los Juegos Olímpicos es:
| Deportista | Deporte | Competición        | Fecha |
| Oro | Oro     | Oro                | Oro   |
| --- | ------- | ------------------ | ----- |
| José Álvarez de las Asturias Bohorques y Goyeneche (Zalamero) Julio García Fernández de los Ríos (Revistade) José Navarro Morenés (Zapatazo) | Hípica  | Saltos por equipos | 12.08 |

#### Los Ángeles 1932
A esta edición de los Juegos España envió a 6 deportistas (todos hombres) repartidos en 2 deportes obteniendo 1 medalla de bronce lo que la situó en el puesto 26 de los 37 países participantes. Además logró 1 diploma olímpico. El abanderado en la ceremonia de inauguración fue el tirador Julio Castro.
| Juegos Olímpicos de Los Ángeles 1932 | Juegos Olímpicos de Los Ángeles 1932 | Juegos Olímpicos de Los Ángeles 1932 | Juegos Olímpicos de Los Ángeles 1932 | Juegos Olímpicos de Los Ángeles 1932 |
| ------------------------------------ | ------------------------------------ | ------------------------------------ | ------------------------------------ | ------------------------------------ |
|                                      |                                      |                                      |                                      | Total                                |
| Total                                | 0                                    | 0                                    | 1                                    | 1                                    |

El detalle de las medallas obtenidas por la delegación española en esta edición de los Juegos Olímpicos es:
| Deportista    | Deporte | Competición    | Fecha  |
| Bronce        | Bronce  | Bronce         | Bronce |
| ------------- | ------- | -------------- | ------ |
| Santiago Amat | Vela    | Clase monotipo | 12.08  |

#### Londres 1948
Tras su ausencia en la XIII edición de los Juegos Olímpicos celebrada en Berlín 1936 motivada por la Guerra Civil,  España envió a esta edición de los Juegos a 64 deportistas (todos hombres) repartidos en 9 deportes obteniendo 1 medalla de plata lo que la situó en el puesto 28 de los 59 países participantes. Además logró 4 diplomas olímpicos. El abanderado en la ceremonia de inauguración fue el boxeador Fabián Vicente del Valle.
| Juegos Olímpicos de Londres 1948 | Juegos Olímpicos de Londres 1948 | Juegos Olímpicos de Londres 1948 | Juegos Olímpicos de Londres 1948 | Juegos Olímpicos de Londres 1948 |
| -------------------------------- | -------------------------------- | -------------------------------- | -------------------------------- | -------------------------------- |
|                                  |                                  |                                  |                                  | Total                            |
| Total                            | 0                                | 1                                | 0                                | 1                                |

El detalle de las medallas obtenidas por la delegación española en esta edición de los Juegos Olímpicos es:
| Deportista                                                                                             | Deporte | Competición        | Fecha |
| Plata                                                                                                  | Plata   | Plata              | Plata |
| --- | ------- | ------------------ | ----- |
| Jaime García Cruz (Bizarro) Marcelino Gavilán y Ponce de León (Forajido) José Navarro Morenés (Quórum) | Hípica  | Saltos por equipos | 14.08 |

#### Helsinki 1952
A esta edición de los Juegos España envió a 29 deportistas (todos hombres) repartidos en 6 deportes obteniendo 1 medalla de plata lo que la situó en el puesto 34 de los 69 países participantes. No logró diploma olímpico alguno. El abanderado en la ceremonia de inauguración fue el remero Luis Omedes.
| Juegos Olímpicos de Helsinki 1952 | Juegos Olímpicos de Helsinki 1952 | Juegos Olímpicos de Helsinki 1952 | Juegos Olímpicos de Helsinki 1952 | Juegos Olímpicos de Helsinki 1952 |
| --------------------------------- | --------------------------------- | --------------------------------- | --------------------------------- | --------------------------------- |
|                                   |                                   |                                   |                                   | Total                             |
| Total                             | 0                                 | 1                                 | 0                                 | 1                                 |

El detalle de las medallas obtenidas por la delegación española en esta edición de los Juegos Olímpicos es:
| Deportista        | Deporte | Competición  | Fecha |
| Plata             | Plata   | Plata        | Plata |
| ----------------- | ------- | ------------ | ----- |
| Ángel León Gozalo | Tiro    | Pistola 50 m | 25.07 |

#### Melbourne 1956
España boicoteó los Juegos Olímpicos de Melbourne 1956 como protesta por la invasión soviética de Hungría. Sin embargo, las competiciones ecuestres se disputaron seis meses antes en Estocolmo (Suecia) a causa de las leyes australianas de cuarentena, y en ellas tomaron parte seis jinetes españoles que lograrían un diploma olímpico con su participación.
| Juegos Olímpicos de Melbourne 1956 | Juegos Olímpicos de Melbourne 1956 | Juegos Olímpicos de Melbourne 1956 | Juegos Olímpicos de Melbourne 1956 | Juegos Olímpicos de Melbourne 1956 |
| ---------------------------------- | ---------------------------------- | ---------------------------------- | ---------------------------------- | ---------------------------------- |
|                                    |                                    |                                    |                                    | Total                              |
| Total                              | 0                                  | 0                                  | 0                                  | 0                                  |

#### Roma 1960
A esta edición de los Juegos España envió a 144 deportistas (133 hombres y 11 mujeres) repartidos en 16 deportes obteniendo 1 medalla de bronce lo que la situó en el puesto 41 de los 83 países participantes. Además logró 3 diplomas olímpicos. El abanderado en la ceremonia de inauguración fue el gimnasta Jaime Belenguer.
| Juegos Olímpicos de Roma 1960 | Juegos Olímpicos de Roma 1960 | Juegos Olímpicos de Roma 1960 | Juegos Olímpicos de Roma 1960 | Juegos Olímpicos de Roma 1960 |
| ----------------------------- | ----------------------------- | ----------------------------- | ----------------------------- | ----------------------------- |
|                               |                               |                               |                               | Total                         |
| Total                         | 0                             | 0                             | 1                             | 1                             |

El detalle de las medallas obtenidas por la delegación española en esta edición de los Juegos Olímpicos es:
| Deportista | Deporte             | Competición      | Fecha  |
| Bronce | Bronce              | Bronce           | Bronce |
| --- | ------------------- | ---------------- | ------ |
| Pedro Amat, Francisco Caballer, Juan Ángel Calzado, José Colomer, Carlos del Coso, José Antonio Dinarés, Eduardo Dualde, Joaquín Dualde, Rafael Egusquiza, Ignacio Macaya, Pedro Murúa, Pedro Roig, Luis María Usoz, Narciso Ventalló. | Hockey sobre hierba | Torneo masculino | 09.09  |

#### Tokio 1964
A esta edición de los Juegos España envió a 53 deportistas (50 hombres y 3 mujeres) repartidos en 9 deportes que no lograron medalla olímpica alguna consiguiendo solo 4 diplomas olímpicos. El abanderado en la ceremonia de inauguración fue el jugador de hockey hierba Eduardo Dualde.
| Juegos Olímpicos de Tokio 1964 | Juegos Olímpicos de Tokio 1964 | Juegos Olímpicos de Tokio 1964 | Juegos Olímpicos de Tokio 1964 | Juegos Olímpicos de Tokio 1964 |
| ------------------------------ | ------------------------------ | ------------------------------ | ------------------------------ | ------------------------------ |
|                                |                                |                                |                                | Total                          |
| Total                          | 0                              | 0                              | 0                              | 0                              |

#### México 1968
A esta edición de los Juegos España envió a 124 deportistas (122 hombres y 2 mujeres) repartidos en 11 deportes que no lograron medalla olímpica alguna consiguiendo solo 3 diplomas olímpicos. El abanderado en la ceremonia de inauguración fue el regatista Gonzalo Fernández de Córdoba.
| Juegos Olímpicos de México 1968 | Juegos Olímpicos de México 1968 | Juegos Olímpicos de México 1968 | Juegos Olímpicos de México 1968 | Juegos Olímpicos de México 1968 |
| ------------------------------- | ------------------------------- | ------------------------------- | ------------------------------- | ------------------------------- |
|                                 |                                 |                                 |                                 | Total                           |
| Total                           | 0                               | 0                               | 0                               | 0                               |

#### Múnich 1972
A esta edición de los Juegos España envió a 123 deportistas (118 hombres y 5 mujeres) repartidos en 15 deportes que lograron 1 medalla de bronce lo que la situó en el puesto 43 de los 121 países participantes. Además logró 4 diplomas olímpicos. El abanderado en la ceremonia de inauguración fue el esquiador Francisco Fernández Ochoa.
| Juegos Olímpicos de Múnich 1972 | Juegos Olímpicos de Múnich 1972 | Juegos Olímpicos de Múnich 1972 | Juegos Olímpicos de Múnich 1972 | Juegos Olímpicos de Múnich 1972 |
| ------------------------------- | ------------------------------- | ------------------------------- | ------------------------------- | ------------------------------- |
|                                 |                                 |                                 |                                 | Total                           |
| Total                           | 0                               | 0                               | 1                               | 1                               |

El detalle de las medallas obtenidas por la delegación española en esta edición de los Juegos Olímpicos es:
| Deportista            | Deporte | Competición        | Fecha  |
| Bronce                | Bronce  | Bronce             | Bronce |
| --------------------- | ------- | ------------------ | ------ |
| Enrique Rodríguez Cal | Boxeo   | Minimosca (-48 kg) | 08.09  |

#### Montreal 1976
A esta edición de los Juegos España envió a 114 deportistas (103 hombres y 11 mujeres) repartidos en 13 deportes que lograron 2 medallas de plata lo que la situó en el puesto 30 de los 92 países participantes. Además logró 7 diplomas olímpicos. El abanderado en la ceremonia de inauguración fue el boxeador Enrique Rodríguez Cal.
| Juegos Olímpicos de Montreal 1976 | Juegos Olímpicos de Montreal 1976 | Juegos Olímpicos de Montreal 1976 | Juegos Olímpicos de Montreal 1976 | Juegos Olímpicos de Montreal 1976 |
| --------------------------------- | --------------------------------- | --------------------------------- | --------------------------------- | --------------------------------- |
|                                   |                                   |                                   |                                   | Total                             |
| Total                             | 0                                 | 2                                 | 0                                 | 2                                 |

El detalle de las medallas obtenidas por la delegación española en esta edición de los Juegos Olímpicos es:
| Deportista                                                                                              | Deporte    | Competición | Fecha |
| Plata                                                                                                   | Plata      | Plata       | Plata |
| --- | ---------- | ----------- | ----- |
| José María Esteban Celorrio, José Ramón López Díaz-Flor, Herminio Menéndez, Luis Gregorio Ramos Misioné | Piragüismo | K-4 1000 m  | 31.07 |
| Antonio Gorostegui, Pedro Millet                                                                        | Vela       | 470         | 27.07 |

#### Moscú 1980
En esta edición de los Juegos Olímpicos se produce una cambio de tendencia en el número de medallas que empieza a conseguir España ya que en solo dos citas olímpicas de verano (Moscú y Los Ángeles) se igualan el número de medallas obtenidas en todas las citas de verano anteriores. De todas maneras, estos éxitos siguen obedeciendo en mayor medida a la aparición puntual de deportistas de gran calidad más por casualidad que como respuesta a una auténtica planificación. También influyó en la mejora de resultados el hecho de que los juegos de Moscú y Los Ángeles sufrieran el boicot de varios países debido a motivos políticos.
A esta edición de los Juegos España envió a 156 deportistas (147 hombres y 9 mujeres) repartidos en 16 deportes que lograron 1 medalla de oro, 3 medallas de plata y 2 medallas de bronce lo que la situó en el puesto 20 de los 80 países participantes. Además se lograron 13 diplomas olímpicos. El abanderado en la ceremonia de inauguración fue el piragüista Herminio Menéndez.
| Juegos Olímpicos de Moscú 1980 | Juegos Olímpicos de Moscú 1980 | Juegos Olímpicos de Moscú 1980 | Juegos Olímpicos de Moscú 1980 | Juegos Olímpicos de Moscú 1980 |
| ------------------------------ | ------------------------------ | ------------------------------ | ------------------------------ | ------------------------------ |
|                                |                                |                                |                                | Total                          |
| Total                          | 1                              | 3                              | 2                              | 6                              |

El detalle de las medallas obtenidas por la delegación española en esta edición de los Juegos Olímpicos es:
| Deportista | Deporte             | Competición      | Fecha |
| Oro | Oro                 | Oro              | Oro   |
| --- | ------------------- | ---------------- | ----- |
| Jan Abascal, Miguel Noguer | Vela                | Flying Dutchman  | 29.07 |
| Plata |                     |                  |       |
| Jordi Llopart Ribas | Atletismo           | 50 km marcha     | 30.07 |
| Juan Amat, Jaime Arbós, Juan Arbós, Javier Cabot, Ricardo Cabot, Miguel Chaves, Francisco Fábregas Bosch, Juan Luis Coghen, José Miguel García, Rafael Garralda, Santiago Malgosa, Paulino Monsalve, Miguel de Paz, Juan Pellón, Carlos Roca, Jaime Zumalacárregui | Hockey sobre hierba | Torneo masculino | 29.07 |
| Herminio Menéndez, Guillermo del Riego | Piragüismo          | K-2 500 m        | 01.08 |
| Bronce |                     |                  |       |
| David López-Zubero | Natación            | 100 m mariposa   | 23.07 |
| Herminio Menéndez, Ramos Misioné | Piragüismo          | K-2 1000 m       | 02.08 |

#### Los Ángeles 1984
A esta edición de los Juegos España envió a 180 deportistas (164 hombres y 16 mujeres) repartidos en 19 deportes que lograron 1 medalla de oro, 2 medallas de plata y 2 de bronce, lo que la situó en el puesto 20 de los 140 países participantes. Además se lograron 24 diplomas olímpicos. El abanderado en la ceremonia de inauguración fue el regatista Jan Abascal.
| Juegos Olímpicos de Los Ángeles 1984 | Juegos Olímpicos de Los Ángeles 1984 | Juegos Olímpicos de Los Ángeles 1984 | Juegos Olímpicos de Los Ángeles 1984 | Juegos Olímpicos de Los Ángeles 1984 |
| ------------------------------------ | ------------------------------------ | ------------------------------------ | ------------------------------------ | ------------------------------------ |
|                                      |                                      |                                      |                                      | Total                                |
| Total                                | 1                                    | 2                                    | 2                                    | 5                                    |

El detalle de las medallas obtenidas por la delegación española en esta edición de los Juegos Olímpicos es:
| Atleta | Deporte    | Competición           | Fecha |
| Oro | Oro        | Oro                   | Oro   |
| --- | ---------- | --------------------- | ----- |
| Luis Doreste, Roberto Molina | Vela       | 470                   | 31.07 |
| Plata |            |                       |       |
| Fernando Arcega Aperte, José Manuel Beirán, Juan Antonio Corbalán, Juan Domingo de la Cruz, Andrés Jiménez, José Luis Llorente, Juanma López Iturriaga, Josep Maria Margall, Fernando Martín, Fernando Romay, Juan Antonio San Epifanio "Epi", Ignacio Solozábal | Baloncesto | Torneo masculino      | 10.08 |
| Fernando Climent, Luis María Lasúrtegui | Remo       | Dos sin timonel (M2-) | 05.08 |
| Bronce |            |                       |       |
| José Manuel Abascal | Atletismo  | 1.500 m               | 11.08 |
| Enrique Míguez, Narciso Suárez | Piragüismo | C-2 500 m             | 10.08 |

#### Seúl 1988
A esta edición de los Juegos España envió a 231 deportistas (200 hombres y 31 mujeres) repartidos en 20 deportes que lograron 1 medalla de oro, 1 medalla de plata y 2 medallas de bronce lo que la situó en el puesto 25 de los 159 países participantes. Además se lograron 16 diplomas olímpicos. El abanderado en la ceremonia de inauguración fue la regatista Cristina de Borbón y Grecia.
| Juegos Olímpicos de Seúl 1988 | Juegos Olímpicos de Seúl 1988 | Juegos Olímpicos de Seúl 1988 | Juegos Olímpicos de Seúl 1988 | Juegos Olímpicos de Seúl 1988 |
| ----------------------------- | ----------------------------- | ----------------------------- | ----------------------------- | ----------------------------- |
|                               |                               |                               |                               | Total                         |
| Total                         | 1                             | 1                             | 2                             | 4                             |

El detalle de las medallas obtenidas por la delegación española en esta edición de los Juegos Olímpicos es:
| Deportista                           | Deporte  | Competición      | Fecha |
| Oro                                  | Oro      | Oro              | Oro   |
| ------------------------------------ | -------- | ---------------- | ----- |
| José Luis Doreste                    | Vela     | Finn             | 27.09 |
| Plata                                |          |                  |       |
| Sergio Casal, Emilio Sánchez Vicario | Tenis    | Dobles masculino | 01.10 |
| Bronce                               |          |                  |       |
| Sergio López Miró                    | Natación | 200 m braza      | 23.09 |
| Jorge Guardiola Hay                  | Tiro     | Skeet            | 24.09 |

#### Barcelona 1992
Estos Juegos fueron un éxito de organización y de participación por parte de España. Con la desaparición de la Unión Soviética, 12 de las repúblicas que la formaban acuden a los Juegos formando el Equipo Unificado. La mascota de la XXV edición de los JJ. OO. fue Cobi diseñada por Javier Mariscal.
A esta edición de los Juegos España envió a 430 deportistas (301 hombres y 129 mujeres) repartidos en 25 deportes, alcanzando el sexto puesto en el medallero de los 169 países participantes, con un total de 22 medallas (13 de oro, 7 de plata y 2 de bronce), lo que representaría su mejor papel en la historia de los Juegos Olímpicos, y que se mantiene como tal hasta el día de hoy. Además, se lograron 41 diplomas olímpicos. Cabe destacar de la participación española la medalla de oro en fútbol y la de oro en 1.500 m de Fermín Cacho. Además, de las 10 pruebas que hubo de vela, se conquistaron 5 medallas, 4 de ellas de oro. El abanderado en la ceremonia de inauguración fue el regatista Felipe de Borbón y Grecia. El encargado de encender el pebetero en la ceremonia de apertura fue el arquero paralímpico Antonio Rebollo.
| Juegos Olímpicos de Barcelona 1992 | Juegos Olímpicos de Barcelona 1992 | Juegos Olímpicos de Barcelona 1992 | Juegos Olímpicos de Barcelona 1992 | Juegos Olímpicos de Barcelona 1992 |
| ---------------------------------- | ---------------------------------- | ---------------------------------- | ---------------------------------- | ---------------------------------- |
|                                    |                                    |                                    |                                    | Total                              |
| Total                              | 13                                 | 7                                  | 2                                  | 22                                 |

El detalle de las medallas obtenidas por la delegación española en esta edición de los Juegos Olímpicos es:
| Atleta | Deporte             | Competición            | Fecha |
| Oro | Oro                 | Oro                    | Oro   |
| --- | ------------------- | ---------------------- | ----- |
| Fermín Cacho | Atletismo           | 1.500 m                | 09.08 |
| Daniel Plaza | Atletismo           | 20 km marcha           | 31.07 |
| José Manuel Moreno Periñán | Ciclismo en pista   | 1 km contrarreloj      | 27.07 |
| José Emilio Amavisca, Rafa Berges, Santiago Cañizares, Abelardo Fernández, Albert Ferrer, Pep Guardiola, Miguel Hernández Sánchez, Toni Jiménez, Mikel Lasa, Juan Manuel López Martínez, Javier Manjarín, Luis Enrique Martínez García, Francisco Soler Atencia, Francisco 'Kiko' Narváez Machón, Alfonso Pérez, Antonio Pinilla, Gabriel Vidal, Roberto Solozábal, Paqui Veza, David Billabona | Fútbol              | Torneo masculino       | 08.08 |
| Mª Carmen Barea, Sonia Barrio, Mercedes Coghen, Celia Corres, Natalia Dorado, Anna Maiques, Elisabeth Maragall, Mª Isabel Martínez de Murguía, Nuria Olivé, Virginia Ramírez Merino, Masa Rodríguez, Nagore Gabellanes, Mariví González, Silvia Manrique Pérez, Teresa Motos, Maider Telleria                                                                                                   | Hockey sobre hierba | Torneo femenino        | 07.08 |
| Almudena Muñoz | Yudo                | -52 kg                 | 01.08 |
| Miriam Blasco | Yudo                | -57 kg                 | 31.07 |
| Martín López-Zubero | Natación            | 200 m espalda          | 28.07 |
| Juan Carlos Holgado Romero, Alfonso Menéndez Vallín, Antonio Vázquez Mejido | Tiro con arco       | Equipo masculino       | 04.08 |
| José María van der Ploeg | Vela                | Finn                   | 27.07 |
| Jordi Joan Calafat Estelrich, Francisco Sánchez Luna | Vela                | 470                    | 27.07 |
| Patricia Guerra, Theresa Zabell | Vela                | 470                    | 27.07 |
| Luis Doreste Blanco, Domingo José Manrique | Vela                | Flying Dutchman        | 27.07 |
| Plata |                     |                        |       |
| Antonio Peñalver | Atletismo           | Decatlón               | 09.08 |
| Faustino Reyes | Boxeo               | Pluma (57 kg)          | 08.08 |
| Carolina Pascual | Gimnasia rítmica    | Concurso completo ind. | 08.08 |
| Rubén Michavila, Josep Picó, Ricardo Sánchez Alarcón, Manel Silvestre, Miki Oca, Daniel Ballart, Sergi Pedrerol, Manel Estiarte, Pedro García Aguado, Salva Gómez, Marcos Antonio González, Jesús Rollán, Jordi Sans Juan | Waterpolo           | Torneo masculino       | 09.08 |
| Jordi Arrese | Tenis               | Individual masculino   | 08.08 |
| Conchita Martínez, Arantxa Sánchez Vicario | Tenis               | Dobles femenino        | 08.08 |
| Natalia Vía-Dufresne | Vela                | Europa                 | 27.07 |
| Bronce |                     |                        |       |
| Javier García Chico | Atletismo           | Salto con pértiga      | 07.08 |
| Arantxa Sánchez Vicario | Tenis               | Individual femenino    | 05.08 |

#### Atlanta 1996
A esta edición de los Juegos España envió a 292 deportistas (197 hombres y 95 mujeres) que obtuvieron 5 medallas de oro, 6 medallas de plata y 6 medallas de bronce lo que la situó en el puesto 13 de los 197 países participantes. Además se lograron 36 diplomas olímpicos. El abanderado en la ceremonia de inauguración fue el regatista Luis Doreste Blanco.
| Juegos Olímpicos de Atlanta 1996 | Juegos Olímpicos de Atlanta 1996 | Juegos Olímpicos de Atlanta 1996 | Juegos Olímpicos de Atlanta 1996 | Juegos Olímpicos de Atlanta 1996 |
| -------------------------------- | -------------------------------- | -------------------------------- | -------------------------------- | -------------------------------- |
|                                  |                                  |                                  |                                  | Total                            |
| Total                            | 5                                | 6                                | 6                                | 17                               |

El detalle de las medallas obtenidas por la delegación española en esta edición de los Juegos Olímpicos es:
| Deportista | Deporte             | Competición                     | Fecha |
| Oro | Oro                 | Oro                             | Oro   |
| --- | ------------------- | ------------------------------- | ----- |
| Miguel Induráin | Ciclismo en ruta    | Contrarreloj individual         | 03.08 |
| Marta Baldó, Nuria Cabanillas, Estela Giménez, Lorena Guréndez, Tania Lamarca, Estíbaliz Martínez | Gimnasia rítmica    | Concurso completo por conjuntos | 02.08 |
| Josep Maria Abarca, Ángel Andreo, Daniel Ballart, Manel Estiarte, Pedro García, Salva Gómez, Iván Moro, Miki Oca, Jorge Payá, Sergi Pedrerol, Jesús Rollán, Carles Sans, Jordi Sans | Waterpolo           | Torneo masculino                | 28.07 |
| Begoña Vía-Dufresne, Theresa Zabell | Vela                | 470                             | 24.07 |
| José Luis Ballester, Fernando León Boissier | Vela                | Tornado                         | 23.07 |
| Plata |                     |                                 |       |
| Fermín Cacho | Atletismo           | 1.500 m                         | 03.08 |
| Abraham Olano | Ciclismo en ruta    | Contrarreloj individual         | 03.08 |
| Jaime Amat, Pol Amat, Xavi Arnau, Jordi Arnau, Óscar Barrena, Ignacio Cobos, Jan Dinarés, Antonio González Izquierdo, Juan Escarré, Ramón Sala, Xavier Escudé, Ramón Jufresa, Juantxo García-Mauriño, Quim Malgosa, Víctor Pujol, Pablo Usoz                                                           | Hockey sobre hierba | Torneo masculino                | 02.08 |
| Ernesto Pérez Lobo | Yudo                | -100 kg                         | 20.07 |
| Sergi Bruguera | Tenis               | Individual masculino            | 23.07 |
| Arantxa Sánchez Vicario | Tenis               | Individual femenino             | 23.07 |
| Bronce |                     |                                 |       |
| Valentí Massana | Atletismo           | 50 km marcha                    | 02.08 |
| Salva Esquer, Chechu Fernández Oceja, Raúl González Gutiérrez, Fernando Hernández Casado, José Javier Hombrados, Talant Dujshebaev, Rafael Guijosa, Demetrio Lozano, Jordi Núñez Carretero, Iosu Olalla, Juancho Pérez, Aitor Etxaburu, Jaume Fort, Mateo Garralda, Iñaki Urdangarin, Alberto Urdiales | Balonmano           | Torneo masculino                | 04.08 |
| Rafael Lozano | Boxeo               | Minimosca (-48 kg)              | 01.08 |
| Yolanda Soler | Yudo                | -48 kg                          | 26.07 |
| Isabel Fernández Gutiérrez | Yudo                | -57 kg                          | 24.07 |
| Conchita Martínez, Arantxa Sánchez Vicario | Tenis               | Dobles femenino                 | 25.07 |

#### Sídney 2000
A esta edición de los Juegos España envió a 323 deportistas (218 hombres y 105 mujeres) que obtuvieron 3 medallas de oro, 3 medallas de plata y 5 medallas de bronce lo que la situó en el puesto 25 de los 199 países participantes. Además se lograron 43 diplomas olímpicos. El abanderado en la ceremonia de inauguración fue el waterpolista Manel Estiarte. Con estos Juegos, Estiarte puso punto final a su trayectoria deportiva, la cual empezó en el año 1977, y por desgracia, no se pudo marchar de la ciudad australiana con una medalla, ya que España perdió la final de consolación.
España tuvo un pequeño bajón de rendimiento en estos Juegos y vio reducido el número de medallas a 11. Destacan sobre todas ellas las 3 medallas de oro, en yudo, ciclismo en pista y gimnasia artística, puesto que no son deportes con gran número de medallas, y otros deportes más prolíficos como la vela se quedaron sin ninguna medalla (esto no sucedía desde Montreal 1976).
| Juegos Olímpicos de Sídney 2000 | Juegos Olímpicos de Sídney 2000 | Juegos Olímpicos de Sídney 2000 | Juegos Olímpicos de Sídney 2000 | Juegos Olímpicos de Sídney 2000 |
| ------------------------------- | ------------------------------- | ------------------------------- | ------------------------------- | ------------------------------- |
|                                 |                                 |                                 |                                 | Total                           |
| Total                           | 3                               | 3                               | 5                               | 11                              |

El detalle de las medallas obtenidas por la delegación española en esta edición de los Juegos Olímpicos es:
| Deportista | Deporte             | Competición        | Fecha |
| Oro | Oro                 | Oro                | Oro   |
| --- | ------------------- | ------------------ | ----- |
| Joan Llaneras Roselló | Ciclismo de pista   | Carrera de puntos  | 20.09 |
| Gervasio Deferr | Gimnasia            | Salto de potro     | 25.09 |
| Isabel Fernández Gutiérrez | Yudo                | -57 kg             | 18.09 |
| Plata |                     |                    |       |
| Rafael Lozano Muñoz | Boxeo               | Minimosca (-58 kg) | 30.09 |
| David Albelda Aliques, Iván Amaya, Miguel Ángel Angulo, Joan Capdevila, Jesús María Lacruz Gómez Daniel Aranzubia Aguado, Jordi Ferrón, Gabriel García de la Torre, Xavi Hernández, Felip Ortiz, Albert Luque, Carlos Marchena, Carles Puyol Saforcada, Toni Velamazán, Unai Vergara José María Romero Poyón, Ismael Ruiz Salmón, Raúl Tamudo, | Fútbol              | Torneo masculino   | 30.09 |
| Gabriel Esparza Pérez | Taekwondo           | 56 kg              | 27.09 |
| Bronce |                     |                    |       |
| María Vasco | Atletismo           | 20 km marcha       | 28.09 |
| Xavier O'Callaghan, Antonio Carlos Ortega, Antonio Ugalde García, David Barrufet Bofill, Jesús Olalla, Andréi Xepkin, Talant Dujshebaev, Mateo Garralda Larumbe, Rafael Guijosa, Demetrio Lozano, Enric Masip, Jordi Núñez, Juan Pérez Márquez, Iñaki Urdangarín, Alberto Urdiales                                                             | Balonmano           | Torneo masculino   | 30.09 |
| Margarita Fullana Riera | Ciclismo de montaña | Campo a través     | 23.09 |
| Nina Zhivanevskaya | Natación            | 100 m espalda      | 18.09 |
| Àlex Corretja, Albert Costa | Tenis               | Dobles masculino   | 27.09 |

#### Atenas 2004
A esta edición de los Juegos España envió a 317 deportistas (177 hombres y 140 mujeres) que obtuvieron 3 medallas de oro, 11 medallas de plata y 6 medallas de bronce lo que la situó en el puesto 20 de los 201 países participantes. Además, se lograron 50 diplomas olímpicos. En la capital griega, España consiguió su cuarta mejor participación en unos Juegos Olímpicos con 20 preseas.
Cabe destacar que desde Seúl 1988, no había ocurrido que ningún equipo no subiera al podio. El abanderado en la ceremonia de inauguración fue la yudoca Isabel Fernández.
| Juegos Olímpicos de Atenas 2004 | Juegos Olímpicos de Atenas 2004 | Juegos Olímpicos de Atenas 2004 | Juegos Olímpicos de Atenas 2004 | Juegos Olímpicos de Atenas 2004 |
| ------------------------------- | ------------------------------- | ------------------------------- | ------------------------------- | ------------------------------- |
|                                 |                                 |                                 |                                 | Total                           |
| Total                           | 3                               | 11                              | 6                               | 20                              |

El detalle de las medallas obtenidas por la delegación española en esta edición de los Juegos Olímpicos es:
| Deportista | Deporte             | Competición          | Fecha |
| Oro | Oro                 | Oro                  | Oro   |
| --- | ------------------- | -------------------- | ----- |
| Gervasio Deferr | Gimnasia            | Salto de potro       | 23.08 |
| David Cal Figueroa | Piragüismo          | C1 1000 m            | 27.08 |
| Xabier Fernández Gaztañaga, Iker Martínez                                                                                            | Vela                | 49er                 | 26.08 |
| Plata |                     |                      |       |
| Francisco Javier Fernández | Atletismo           | 20 km marcha         | 20.08 |
| José Antonio Hermida Ramos | Ciclismo de montaña | Campo a través       | 28.08 |
| Joan Llaneras Roselló | Ciclismo en pista   | Carrera por puntos   | 24.08 |
| José Antonio Escuredo | Ciclismo en pista   | Keirin               | 25.08 |
| Beatriz Ferrer-Salat (Beauvalais), Juan Antonio Jiménez Soto (Guizo), Ignacio Rambla Algarín (Oleaje), Rafael Soto Andrade (Invasor) | Hípica              | Doma por eqs.        | 21.08 |
| David Cal Figueroa | Piragüismo          | C1 500 m             | 28.08 |
| Conchita Martínez, Virginia Ruano Pascual                                                                                            | Tenis               | Dobles femenino      | 22.08 |
| María Quintanal Zubizarreta | Tiro                | Foso olímpico        | 16.08 |
| Rafael Trujillo Villar | Vela                | Finn                 | 21.08 |
| Sandra Azón Canalda, Natalia Vía-Dufresne                                                                                            | Vela                | 470                  | 21.08 |
| Francisco Javier Bosma, Pablo Herrera Allepuz                                                                                        | Vóley playa         | Masculino            | 25.08 |
| Bronce |                     |                      |       |
| Manuel Martínez Gutiérrez | Atletismo           | Peso                 | 18.08 |
| Joan Lino Martínez | Atletismo           | Salto de longitud    | 26.08 |
| Sergi Escobar Roure | Ciclismo en pista   | Persecución ind.     | 21.08 |
| Sergi Escobar Roure, Carlos Castaño Panadero, Asier Maeztu Villabeitia, Carlos Torrent Tarres                                        | Ciclismo en pista   | Persecución por eqs. | 23.08 |
| Patricia Moreno Sánchez | Gimnasia            | Suelo                | 23.08 |
| Beatriz Ferrer-Salat (Beauvalais) | Hípica              | Doma ind.            | 25.08 |

#### Pekín 2008
España estuvo representada en los Juegos Olímpicos de Pekín 2008 por un total de 287 deportistas (164 hombres y 123 mujeres), conformando así la delegación más grande entre los países de habla hispana y la 11.ª de todos los países participantes.
El equipo olímpico español logró 19 medallas, dos más que en Atlanta y una menos que en Atenas. Se considera la tercera mejor actuación de la historia tras Barcelona y Río, al obtener 5 oros, 11 platas y 3 bronces. Además se lograron 36 diplomas olímpicos. El abanderado en la ceremonia de apertura fue el palista David Cal Figueroa. Y el de la ceremonia de clausura fue Joan Llaneras.
Estos Juegos, pusieron punto final en un primer momento, a la presencia de David Barrufet como cancerbero de la selección de balonmano, y no pudo tener mejor despedida ya que se colgó la medalla de bronce.
El grueso de las medallas se consiguieron en ciclismo, tenis, vela, natación sincronizada y piragüismo, con buenos resultados en deportes de equipo. Por el contrario, no se obtuvieron medallas en las dos disciplinas deportivas más significativas de los Juegos Olímpicos, natación y atletismo (en este último caso tras haber obtenido medallas en las últimas 4 celebraciones).
Cerca de diez años después, el 16 de enero de 2018, la halterófila Lidia Valentín recibe la medalla de plata como subcampeona olímpica en la modalidad de 75 kg tras la reasignación realizada por el COI debido a los casos de dopaje descubiertos en 2016.
| Juegos Olímpicos de Pekín 2008 | Juegos Olímpicos de Pekín 2008 | Juegos Olímpicos de Pekín 2008 | Juegos Olímpicos de Pekín 2008 | Juegos Olímpicos de Pekín 2008 |
| ------------------------------ | ------------------------------ | ------------------------------ | ------------------------------ | ------------------------------ |
|                                |                                |                                |                                | Total                          |
| Total                          | 5                              | 11                             | 3                              | 19                             |

El detalle de las medallas obtenidas por la delegación española en esta edición de los Juegos Olímpicos es:
| Deportista | Deporte               | Competición          | Fecha |
| Oro | Oro                   | Oro                  | Oro   |
| --- | --------------------- | -------------------- | ----- |
| Samuel Sánchez | Ciclismo en ruta      | Carrera en ruta      | 09.08 |
| Joan Llaneras | Ciclismo en pista     | Carrera por puntos   | 16.08 |
| Rafael Nadal | Tenis                 | Individual masculino | 17.08 |
| Fernando Echávarri, Antón Paz | Vela                  | Tornado              | 21.08 |
| Saúl Craviotto, Carlos Pérez Rial | Piragüismo            | K-2 500 m            | 23.08 |
| Plata |                       |                      |       |
| Lidia Valentín | Halterofilia          | 75 kg                | 15.08 |
| Anabel Medina, Vivi Ruano | Tenis                 | Dobles femenino      | 17.08 |
| Xabier Fernández, Iker Martínez | Vela                  | 49er                 | 17.08 |
| Gervasio Deferr | Gimnasia artística    | Suelo                | 17.08 |
| Joan Llaneras, Antonio Tauler | Ciclismo en pista     | Madison              | 19.08 |
| Andrea Fuentes, Gemma Mengual | Natación sincronizada | Dúo                  | 20.08 |
| David Cal | Piragüismo            | C-1 1000 m           | 22.08 |
| David Cal | Piragüismo            | C-1 500 m            | 23.08 |
| Alba Cabello, Raquel Corral, Andrea Fuentes, Thais Henríquez, Laura López, Gemma Mengual, Gisela Morón (reserva), Irina Rodríguez, Paola Tirados                                                                                    | Natación sincronizada | Equipos              | 23.08 |
| David Alegre, Ramón Alegre, Pol Amat, Eduard Arbós, Quico Cortés, Sergi Enrique, Álex Fábregas, Kiko Fábregas, Juan Fernández, Santi Freixa, Rodrigo Garza, Roc Oliva, Xavier Ribas, Albert Sala, Víctor Sojo, Eduard Tubau         | Hockey hierba         | Torneo masculino     | 23.08 |
| José Manuel Calderón, Rudy Fernández, Jorge Garbajosa, Marc Gasol, Pau Gasol, Carlos Jiménez, Raül López, Álex Mumbrú, Juan Carlos Navarro, Felipe Reyes, Berni Rodríguez, Ricky Rubio                                              | Baloncesto            | Torneo masculino     | 24.08 |
| Bronce |                       |                      |       |
| José Luis Abajo | Esgrima               | Espada individual    | 10.08 |
| Leire Olaberría | Ciclismo en pista     | Carrera por puntos   | 18.08 |
| David Barrufet, Jon Belaustegui, David Davis, Alberto Entrerríos, Raúl Entrerríos, Rubén Garabaya, Juanín García, José Javier Hombrados, Demetrio Lozano, Cristian Malmagro, Carlos Prieto, Albert Rocas, Iker Romero, Víctor Tomás | Balonmano             | Torneo masculino     | 24.08 |

#### Londres 2012
España participó en los Juegos Olímpicos de Londres 2012 con un total de 282 deportistas (168 hombres y 114 mujeres), que compitieron en 23 deportes; conformando así la delegación más grande entre los países de habla hispana y la 10.ª de todos los países participantes.
El portador de la bandera en la ceremonia de apertura fue el jugador de baloncesto Pau Gasol y el portador de la bandera en la ceremonia de clausura fue el piragüista Saúl Craviotto.
El grueso de las medallas se consiguieron en vela (2 oros), piragüismo (8 representantes, 4 medallas y los 8 en las finales) y taekwondo (3 representantes y 3 medallas), con buenos resultados en deportes de equipo (a excepción del fútbol masculino, que quedó apeado de la competición en primera ronda, sin marcar un solo gol en 270 minutos de competición). Por el contrario, no se obtuvieron medallas ni en tenis ni en ciclismo (rompiendo la racha de 6 Juegos consecutivos logrando medallas en el tenis y de 5 en el ciclismo en general).
Del total de medallas, cabe destacar que el 65 % de las mismas las lograron las deportistas femeninas y, también, el 65 % de las medallas fueron en deportes que tienen algo que ver con el agua.
El equipo español obtuvo en total 20 medallas, 4 de oro, 10 de plata y 6 de bronce. Además se consiguieron 29 diplomas olímpicos. Tres de estas 20 medallas fueron conseguidas posteriormente por reasignación, después de diferentes descalificaciones por dopaje: la medalla de oro de la halterófila Lidia Valentín y las de bronce de la atleta Ruth Beitia y del piragüista Alfonso Benavides.
| Juegos Olímpicos de Londres 2012 | Juegos Olímpicos de Londres 2012 | Juegos Olímpicos de Londres 2012 | Juegos Olímpicos de Londres 2012 | Juegos Olímpicos de Londres 2012 |
| -------------------------------- | -------------------------------- | -------------------------------- | -------------------------------- | -------------------------------- |
|                                  |                                  |                                  |                                  | Total                            |
| Total                            | 4                                | 10                               | 6                                | 20                               |

| Deportista | Deporte               | Competición     | Fecha |
| Oro | Oro                   | Oro             | Oro   |
| --- | --------------------- | --------------- | ----- |
| Lidia Valentín | Halterofilia          | - 75 kg         | 03.08 |
| Marina Alabau | Vela                  | RS:X            | 07.08 |
| Joel González | Taekwondo             | - 58 kg.        | 08.08 |
| Támara Echegoyen, Ángela Pumariega, Sofía Toro | Vela                  | Elliott 6m.     | 11.08 |
| Plata |                       |                 |       |
| Mireia Belmonte | Natación              | 200 m mariposa  | 01.08 |
| Mireia Belmonte | Natación              | 800 m libres    | 03.08 |
| Javier Gómez Noya | Triatlón              | Masculino       | 07.08 |
| Ona Carbonell, Andrea Fuentes | Natación sincronizada | Dúo             | 07.08 |
| David Cal | Piragüismo            | C-1 1000 m      | 08.08 |
| Brigitte Yagüe | Taekwondo             | - 49 kg         | 08.08 |
| Marta Bach, Andrea Blas, Ana Copado, Anna Espar, Laura Ester, Maica García, Laura López, Ona Meseguer, Lorena Miranda, Matilde Ortiz, Jennifer Pareja, Pilar Peña, Roser Tarragó                                                                         | Waterpolo             | Femenino        | 09.08 |
| Nicolás García Hemme | Taekwondo             | - 80 kg         | 10.08 |
| Saúl Craviotto | Piragüismo            | K-1 200 m       | 11.08 |
| José Manuel Calderón, Víctor Claver, Rudy Fernández, Marc Gasol, Pau Gasol, Serge Ibaka, Sergio Llull, Juan Carlos Navarro, Felipe Reyes, Sergio Rodríguez, Víctor Sada, Fernando San Emeterio                                                           | Baloncesto            | Masculino       | 12.08 |
| Bronce |                       |                 |       |
| Maialen Chourraut | Piragüismo            | Eslalon K-1     | 02.08 |
| Maider Unda | Lucha                 | - 72 kg.        | 09.08 |
| Clara Basiana, Alba Cabello, Ona Carbonell, Margalida Crespí, Andrea Fuentes, Thais Henríquez, Paula Klamburg, Irene Montrucchio, Laia Pons (reserva) | Natación sincronizada | Equipos         | 10.08 |
| Macarena Aguilar, Nely Carla Alberto, Jessica Alonso, Vanessa Amorós, Andrea Barnó, Mihaela Ciobanu, Verónica Cuadrado, Patricia Elorza, Beatriz Fernández, Begoña Fernández, Marta López, Marta Mangué, Carmen Martín, Silvia Navarro, Elisabeth Pinedo | Balonmano             | Femenino        | 11.08 |
| Ruth Beitia | Atletismo             | Salto de altura | 11.08 |
| Alfonso Benavides | Piragüismo            | C-1 200 m       | 11.08 |

#### Río de Janeiro 2016
España estuvo representada en los Juegos Olímpicos de Río de Janeiro 2016 (los primeros celebrados en una ciudad de Sudamérica) por 306 deportistas (143 mujeres y 163 hombres), si bien fueron 305 los que finalmente pudieron competir debido a la no comparecencia en la prueba de maratón de Javier Guerra a causa de una tromboflebitis. El abanderado en la ceremonia de inauguración fue el tenista Rafael Nadal.
Río 2016 fue la segunda mejor actuación de España en unos Juegos Olímpicos tras Barcelona 92, a pesar de haber alcanzado más medallas en Atenas (20) y Pekín (19), ya que de las 17 preseas conseguidas, 7 fueron de oro. Además se lograron 38 diplomas olímpicos. También cabe destacar que España se convirtió en el quinto país en lograr tener una medalla olímpica en 33 modalidades diferentes.
A destacar, entre otras, la actuación de Ruth Beitia en salto de altura, quien —pese a haber anunciado su retirada tras conseguir la 4.ª plaza en Londres 2012— compitió por cuarta vez consecutiva en unos JJ. OO., alzándose en esta ocasión con la medalla de oro y convirtiéndose así en la primera campeona olímpica del atletismo español. Igualmente destacable fue la medalla de oro conquistada en bádminton por Carolina Marín —convirtiéndose en la primera mujer no asiática en lograrlo—. Para finalizar, recalcar que, como hace cuatro años, las deportistas femeninas tuvieron una actuación sensacional ya que 9 de las 17 preseas obtenidas fueron femeninas y 4 de los 7 oros.
Cuadro resumen con las medallas:
| Juegos Olímpicos de Río de Janeiro 2016 | Juegos Olímpicos de Río de Janeiro 2016 | Juegos Olímpicos de Río de Janeiro 2016 | Juegos Olímpicos de Río de Janeiro 2016 | Juegos Olímpicos de Río de Janeiro 2016 |
| --------------------------------------- | --------------------------------------- | --------------------------------------- | --------------------------------------- | --------------------------------------- |
|                                         |                                         |                                         |                                         | Total                                   |
| Total                                   | 7                                       | 4                                       | 6                                       | 17                                      |

| Deportista | Deporte          | Competición         | Fecha |
| Oro | Oro              | Oro                 | Oro   |
| --- | ---------------- | ------------------- | ----- |
| Mireia Belmonte | Natación         | 200 m mariposa      | 10.08 |
| Maialen Chourraut | Piragüismo       | Eslalon K1          | 11.08 |
| Marc López, Rafael Nadal | Tenis            | Dobles masculino    | 12.08 |
| Marcus Walz | Piragüismo       | K1 1000 m           | 16.08 |
| Saúl Craviotto, Cristian Toro | Piragüismo       | K2 200 m            | 18.08 |
| Carolina Marín | Bádminton        | Individual femenino | 19.08 |
| Ruth Beitia | Atletismo        | Salto de altura     | 20.08 |
| Plata |                  |                     |       |
| Orlando Ortega | Atletismo        | 110 m vallas        | 16.08 |
| Eva Calvo | Taekwondo        | –57 kg              | 18.08 |
| Anna Cruz, Silvia Domínguez, Laura Gil, Astou Ndour, Laura Nicholls, Laia Palau, Lucila Pascua, Laura Quevedo, Leonor Rodríguez, Leticia Romero, Alba Torrens, Marta Xargay                         | Baloncesto       | Femenino            | 20.08 |
| Sandra Aguilar, Artemi Gavezou, Elena López, Lourdes Mohedano, Alejandra Quereda | Gimnasia rítmica | Conjuntos           | 21.08 |
| Bronce |                  |                     |       |
| Mireia Belmonte | Natación         | 400 m estilos       | 06.08 |
| Lidia Valentín | Halterofilia     | –75 kg              | 12.08 |
| Joel González | Taekwondo        | –68 kg              | 18.08 |
| Saúl Craviotto | Piragüismo       | K1 200 m            | 20.08 |
| Álex Abrines, José Manuel Calderón, Víctor Claver, Rudy Fernández, Pau Gasol, Guillermo Hernangómez, Sergio Llull, Nikola Mirotić, Juan Carlos Navarro, Felipe Reyes, Sergio Rodríguez, Ricky Rubio | Baloncesto       | Masculino           | 21.08 |
| Carlos Coloma | Ciclismo         | Campo a través      | 21.08 |

#### Tokio 2020
Cuadro resumen con las medallas:
| Juegos Olímpicos de Tokio 2020 | Juegos Olímpicos de Tokio 2020 | Juegos Olímpicos de Tokio 2020 | Juegos Olímpicos de Tokio 2020 | Juegos Olímpicos de Tokio 2020 |
| ------------------------------ | ------------------------------ | ------------------------------ | ------------------------------ | ------------------------------ |
|                                |                                |                                |                                | Total                          |
| Total                          | 3                              | 8                              | 6                              | 17                             |

| Nombre                                                      | Deporte               | Competición      | Fecha       |
| Oro                                                         | Oro                   | Oro              | Oro         |
| ----------------------------------------------------------- | --------------------- | ---------------- | ----------- |
| Alberto Fernández, Fátima Gálvez                            | Tiro                  | Foso mixto       | 31 de julio |
| Sandra Sánchez                                              | Karate                | Kata F           | 5 de agosto |
| Alberto Ginés                                               | Escalada              | Dificultad M     | 5 de agosto |
| Plata                                                       |                       |                  |             |
| Adriana Cerezo                                              | Taekwondo             | –49 kg F         | 24 de julio |
| Maialen Chourraut                                           | Piragüismo en eslalon | K-1 F            | 27 de julio |
| Rayderley Zapata                                            | Gimnasia artística    | Suelo M          | 1 de agosto |
| María Teresa Portela Rivas                                  | Piragüismo            | K1 200 m F       | 3 de agosto |
| Damián Quintero                                             | Karate                | Kata M           | 6 de agosto |
| Carlos Arévalo, Saúl Craviotto Rodrigo Germade, Marcus Walz | Piragüismo            | K4 500 m M       | 7 de agosto |
| Equipo                                                      | Waterpolo             | Torneo F         | 7 de agosto |
| Equipo                                                      | Fútbol                | Torneo M         | 7 de agosto |
| Bronce                                                      |                       |                  |             |
| David Valero                                                | Ciclismo de montaña   | Campo a través M | 26 de julio |
| Pablo Carreño                                               | Tenis                 | Individual M     | 31 de julio |
| Ana Peleteiro                                               | Atletismo             | Triple salto F   | 1 de agosto |
| Joan Cardona                                                | Vela                  | Finn M           | 3 de agosto |
| Nicolás Rodríguez, Jordi Xammar                             | Vela                  | 470 M            | 4 de agosto |
| Equipo                                                      | Balonmano             | Torneo M         | 7 de agosto |

#### París 2024
Cuadro resumen con las medallas:
| Juegos Olímpicos de París 2024 | Juegos Olímpicos de París 2024 | Juegos Olímpicos de París 2024 | Juegos Olímpicos de París 2024 | Juegos Olímpicos de París 2024 |
| ------------------------------ | ------------------------------ | ------------------------------ | ------------------------------ | ------------------------------ |
|                                |                                |                                |                                | Total                          |
| Total                          | 5                              | 4                              | 9                              | 18                             |

| Nombre | Deporte                        | Competición         | Fecha        |
| Oro | Oro                            | Oro                 | Oro          |
| --- | ------------------------------ | ------------------- | ------------ |
| Diego Botín Florian Trittel | Vela                           | 49er M              | 2 de agosto  |
| Álvaro Martín Uriol María Pérez García                                                                                                  | Atletismo                      | Marcha relevo mixto | 7 de agosto  |
| Jordan Díaz | Atletismo                      | Triple salto M      | 9 de agosto  |
| Equipo | Fútbol                         | Torneo M            | 9 de agosto  |
| Equipo | Waterpolo                      | Torneo F            | 10 de agosto |
| Plata |                                |                     |              |
| María Pérez García | Atletismo                      | 20 km marcha F      | 1 de agosto  |
| Carlos Alcaraz | Tenis                          | Individual M        | 4 de agosto  |
| Gracia Alonso de Armiño Juana Camilión Vega Gimeno Sandra Ygueravide                                                                    | Baloncesto 3×3                 | Torneo F            | 5 de agosto  |
| Ayoub Ghadfa | Boxeo                          | +92 kg M            | 10 de agosto |
| Bronce |                                |                     |              |
| Francisco Garrigós | Judo                           | –60 kg M            | 27 de julio  |
| Álvaro Martín Uriol | Atletismo                      | 20 km marcha M      | 1 de agosto  |
| Pau Echaniz | Piragüismo en eslalon          | K1 M                | 1 de agosto  |
| Enmanuel Reyes Pla | Boxeo                          | –92 kg M            | 4 de agosto  |
| Cristina Bucșa Sara Sorribes | Tenis                          | Dobles F            | 4 de agosto  |
| Meritxell Ferré Gaset Marina García Polo Lilou Lluís Valette Meritxell Mas Alisa Ozhogina Paula Ramírez Ibáñez Iris Tió Blanca Toledano | Natación artística             | Equipo              | 7 de agosto  |
| Diego Domínguez Martín Joan Moreno | Piragüismo en aguas tranquilas | C2 500 m M          | 8 de agosto  |
| Carlos Arévalo López Marcus Cooper Walz Saúl Craviotto Rodrigo Germade                                                                  | Piragüismo en aguas tranquilas | K4 500 m M          | 8 de agosto  |
| Equipo | Balonmano                      | Torneo M            | 11 de agosto |

### Juegos Olímpicos de Invierno

#### Medallas
España participa en los Juegos Olímpicos de Invierno desde Garmisch-Partenkirchen 1936 y hasta el momento ha conseguido un total de cinco medallas, distribuidas en una de oro, una de plata y tres de bronce.
En los Juegos Olímpicos de Sapporo 1972, Francisco Fernández Ochoa consiguió la primera medalla para España en unas olimpiadas de invierno al ganar la prueba de eslalon de esquí alpino.
En Albertville 1992 se consiguió la segunda medalla olímpica española en los Juegos Olímpicos de Invierno y la logró la hermana menor del anterior medallista, Blanca Fernández Ochoa, quien obtuvo la medalla de bronce en el eslalon.
Johann Mühlegg se convirtió durante los Juegos Olímpicos de Salt Lake City 2002 en el deportista español más laureado de la historia de los Juegos Olímpicos con tres medallas de oro en diferentes pruebas de esquí de fondo, aunque todas ellas le fueron retiradas después de que se detectase en un control antidopaje una sustancia relacionada con la eritropoyetina, cuyo consumo prohíben las normas deportivas.
En Pieonchang 2018, Regino Hernández consiguió, 26 años después de la obtenida por Blanca Fernández Ochoa en Albertville 1992, la tercera medalla para España en unos Juegos Olímpicos de Invierno. Fue medalla de bronce en la competición de Snowboard, dentro de la modalidad Campo a través. Dos días después, Javier Fernández López consiguió la medalla de bronce en patinaje artístico, haciendo de estos Juegos Olímpicos de Invierno los más exitosos para España, al haber obtenido dos medallas.
Cuatro años después de la última medalla conseguida, y pasando por tanto, el menor tiempo entre unas medallas olímpicas de invierno y otras para España (antes pasaron 20 y 26 años respectivamente), Queralt Castellet consigue en su quinta cita olímpica, en Pekín 2022, la quinta medalla olímpica para España en unos Juegos Olímpicos de Invierno. Fue medalla de plata en la competición de Snowboard, dentro de la modalidad Halfpipe, suponiendo la primera medalla de plata para España en unos juegos olímpicos de invierno y la segunda medalla olímpica de invierno ganada por una mujer española tras la de Blanca Fernández Ochoa.
Cuadro de medallas:
| Juegos Olímpicos de Invierno | Juegos Olímpicos de Invierno | Juegos Olímpicos de Invierno | Juegos Olímpicos de Invierno | Juegos Olímpicos de Invierno |
| ---------------------------- | ---------------------------- | ---------------------------- | ---------------------------- | ---------------------------- |
|                              |                              |                              |                              | Total                        |
| Total                        | 1                            | 1                            | 3                            | 5                            |

| Deportista                | Juegos Olímpicos | Disciplina                                |     |
| Oro                       | Oro              | Oro                                       | Oro |
| ------------------------- | ---------------- | ----------------------------------------- | --- |
| Francisco Fernández Ochoa | Sapporo 1972     | Esquí alpino- eslalon masculino.          |     |
| Plata                     |                  |                                           |     |
| Queralt Castellet Ibáñez  | Pekín 2022       | Snowboard- halfpipe femenino.             |     |
| Bronce                    |                  |                                           |     |
| Blanca Fernández Ochoa    | Albertville 1992 | Esquí alpino- eslalon femenino.           |     |
| Regino Hernández Martín   | Pieonchang 2018  | Snowboard- campo a través.                |     |
| Javier Fernández López    | Pieonchang 2018  | Patinaje artístico- individual masculino. |     |

## Récords
- Jesús Ángel García Bragado es el deportista español con más participaciones en los Juegos Olímpicos con un total de 8,[65] (Barcelona 1992 - Tokio 2020). Por detrás quedan con 7 participaciones  la piragüista Teresa Portela (Sídney 2000-París 2024). Con 6 participaciones el waterpolista Manel Estiarte (Moscú 1980-Sídney 2000), el jinete Luis Álvarez Cervera (Múnich 1972, Montreal 1976, Los Ángeles 1984-Atlanta 1996), el baloncestista Rudy Fernández (Atenas 2004-París 2024) y el jugador de vóley playa Pablo Herrera (Atenas 2004-París 2024).
- Con 6 metales el piragüista Saúl Craviotto (2 oros, 2 platas y 2 bronces) es el deportista español con más medallas, por detrás, el también piragüista David Cal (1 oro y 4 platas), y por detrás de ellos, con 4 medallas cada uno, son 4 los deportistas que más metales han ganado para España: el ciclista Joan Llaneras (2 oros y 2 platas), la nadadora Mireia Belmonte (1 oro, 2 platas y 1 bronce), la nadadora de sincronizada Andrea Fuentes (3 platas y 1 bronce) y la tenista Arantxa Sánchez Vicario (2 platas y 2 bronces).
- Saúl Craviotto (Pekín 2008, Londres 2012, Río de Janeiro 2016, Tokio 2020 y París 2024) es el único español que ha ganado al menos una medalla en 4 así como en 5 Juegos Olímpicos diferentes. David Cal (Atenas 2004, Pekín 2008 y Londres 2012) y Joan Llaneras (Sídney 2000, Atenas 2004 y Pekín 2008) se encuentran entre los 11 únicos españoles que han sido capaces de ganar al menos una medalla en 3 Juegos Olímpicos distintos. Los otros son, el gimnasta Gervasio Deferr (Sídney 2000, Atenas 2004 y Pekín 2008), la tenista Conchita Martínez (Barcelona 1992, Atlanta 1996 y Atenas 2004) y el jugador de balonmano Demetrio Lozano, tres veces medallista de bronce en Atlanta 1996, Sídney 2000 y Pekín 2008. De estos dos últimos deportistas destacar además el mérito de hacerlo con una diferencia de 12 años entre su primera y última medalla, solamente superados por Craviotto con 16 años entre su primera y última medalla. Luego se encuentran los baloncestistas Pau Gasol, Felipe Reyes, Juan Carlos Navarro, José Manuel Calderón y Rudy Fernández con tres medallas cada uno en Pekín 2008, Londres 2012 y Río de Janeiro 2016 (plata, plata y bronce) y los piragüistas Maialen Chourraut (Londres 2012, Río de Janeiro 2016 y Tokio 2020) y Marcus Cooper (Río de Janeiro 2016, Tokio 2020 y París 2024).
- Lorena Guréndez es el medallista olímpico español más joven, al lograr el oro en gimnasia rítmica en Atlanta 1996 cuando contaba con 15 años y 87 días. Por otra parte, el deportista español que ha ganado una medalla con más edad es el jinete José Navarro Morenés, quien obtuvo la plata en salto por equipos en Londres 1948 cuando contaba con 50 años y 252 días; con esta presea se convirtió asimismo en el primer español en obtener dos medallas olímpicas.
- Juan Antonio Jiménez Cobo es el deportista español con más edad en unos Juegos Olímpicos, con 65 años y 82 días en París 2024.[66] Antonia Real Horrach es la deportista española más joven en unos Juegos Olímpicos, al participar en los Juegos Olímpicos de Montreal 1976 con 12 años, 10 meses y 6 días.[67]